# Jerzy Stefan Stawiński
Jerzy Stefan Stawiński (født 1. juli 1921, død 12. juni 2010) var en polsk manuskriptforfatter og filminstruktør. 
Han voksede op i Żoliborz. Ved 2. verdenskrigs udbrud kæmpede han i den polske hær. I 1940 sluttede han sig til partisanerne, og i 1944 kæmpede han ved Warszawaopstanden. Han blev senere fængslet ved Oflag VII-A Murnau. Efter at være blevet befriet, meldte han sig frivilligt til den polske hærs indsats i vest. Han vendte tilbage til Polen i 1947.